# Villebrumier
 Villebrumier  es una población y comuna francesa, en la región de Mediodía-Pirineos, departamento de Tarn y Garona, en el distrito de Montauban y cantón de Villebrumier.

## Monumentos

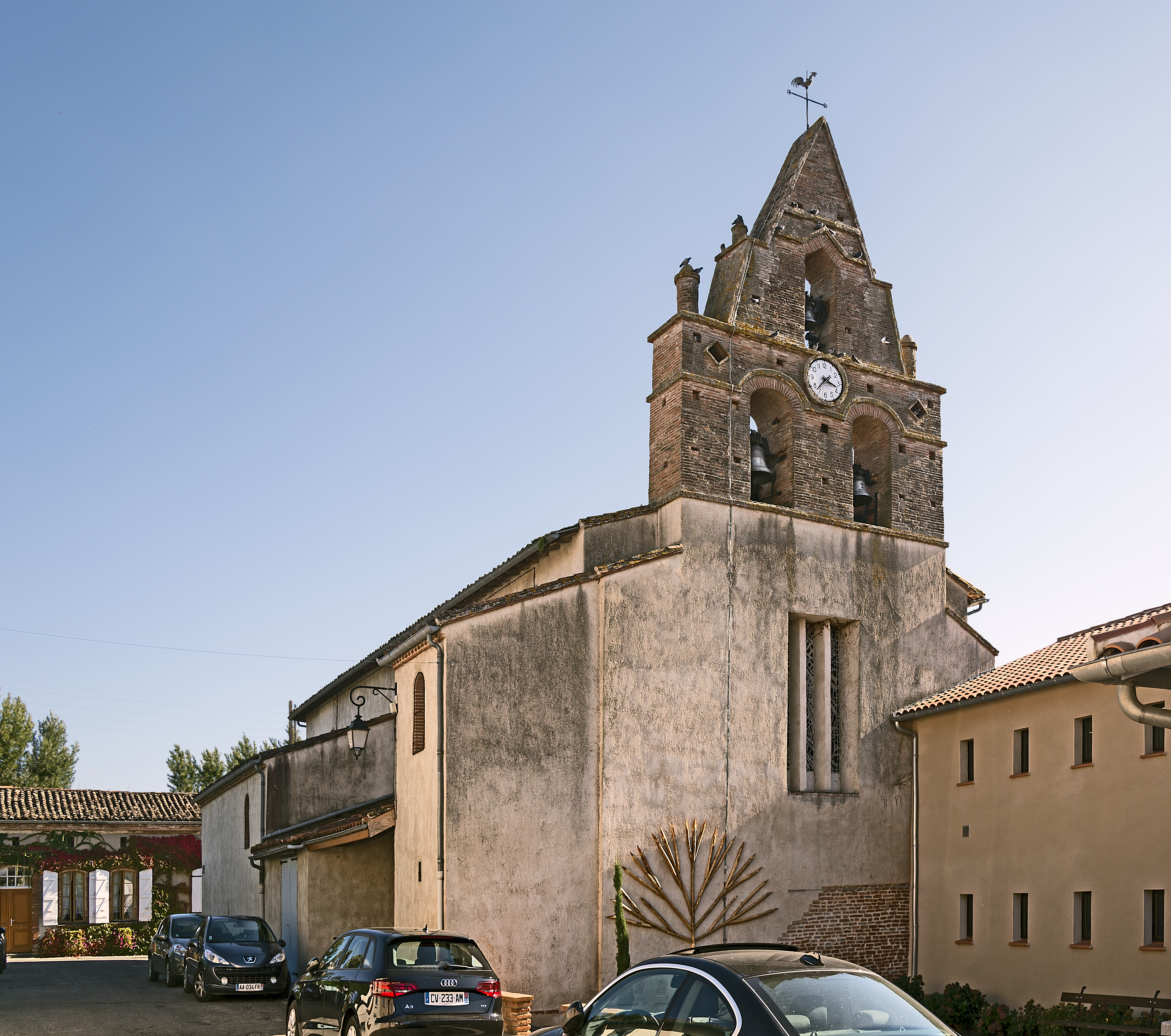
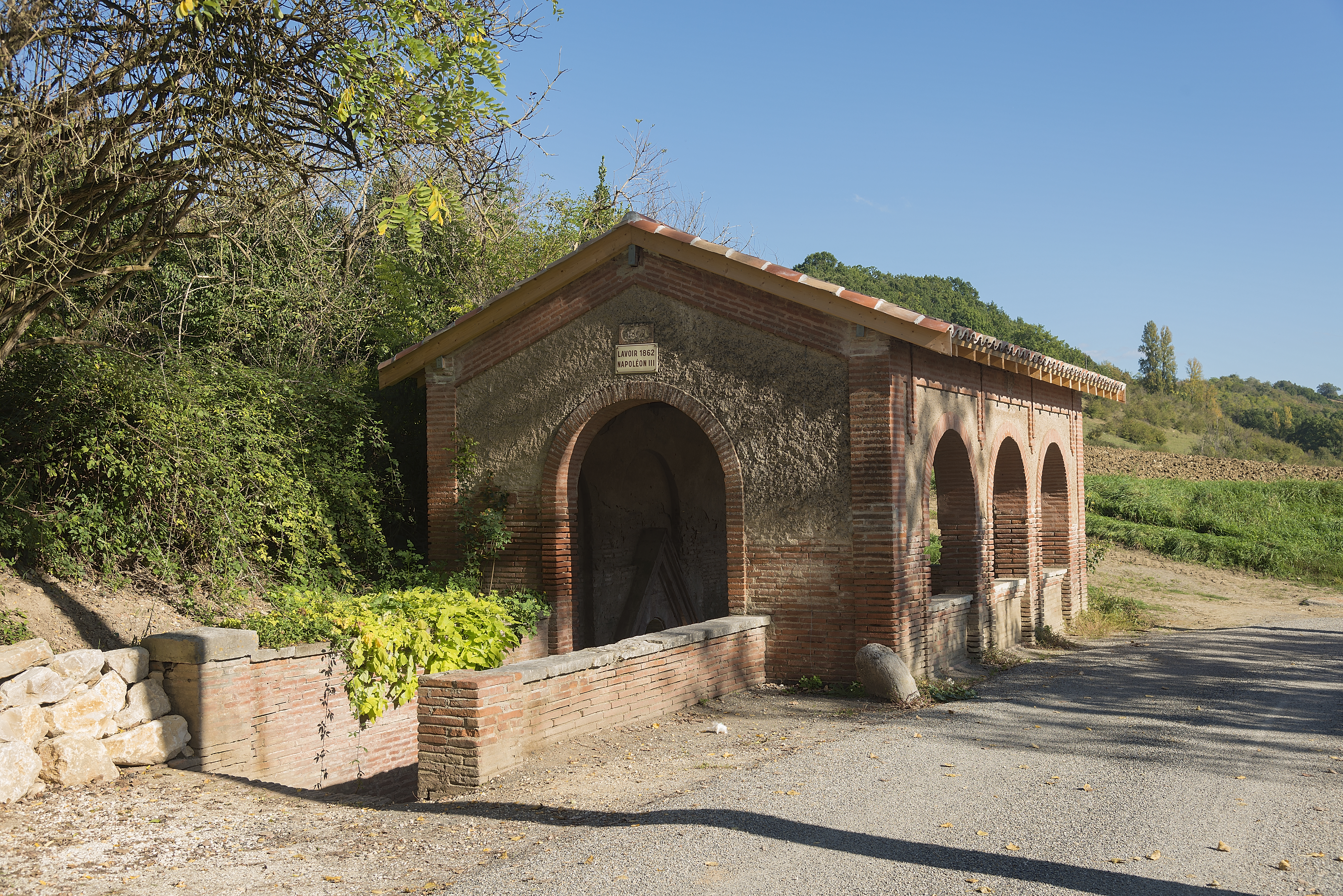
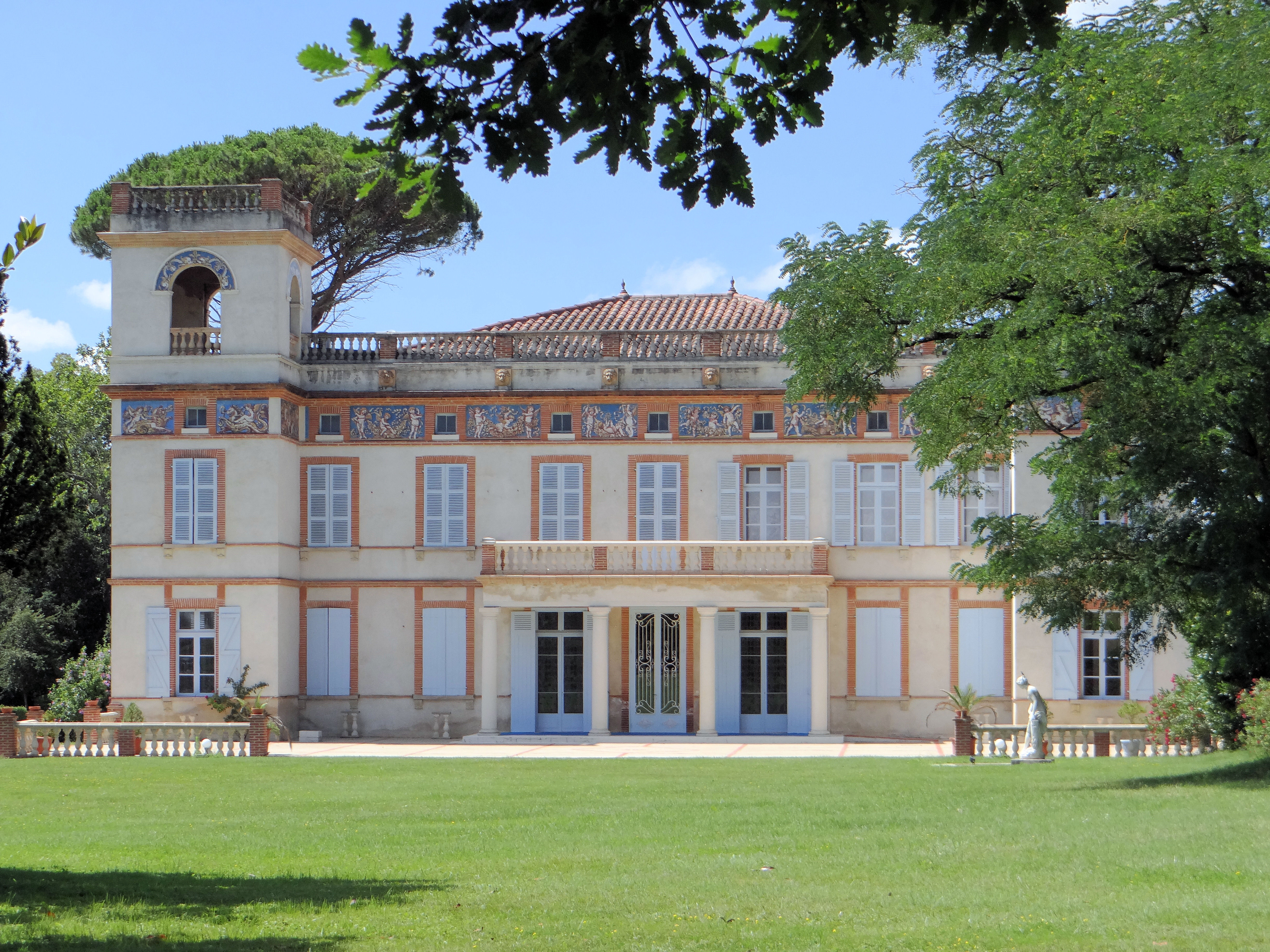

## Demografía
| 556 | 534 | 548 | 675 | 729 | 915 | 1168 |
| Para los censos de 1962 a 1999 la población legal corresponde a la población sin duplicidades (Fuente: INSEE [Consultar]) |     |     |     |     |     |      |